# 大棘海鯰
大棘海鯰為輻鰭魚綱鯰形目海鯰科海鯰屬的其中一種，該物種主要分布亞洲泰國的淡水流域，棲息在河川，底棲性魚類，屬肉食性。

## 擴展閱讀
維基物種上的相關：大棘海鯰